# Kevin Federline

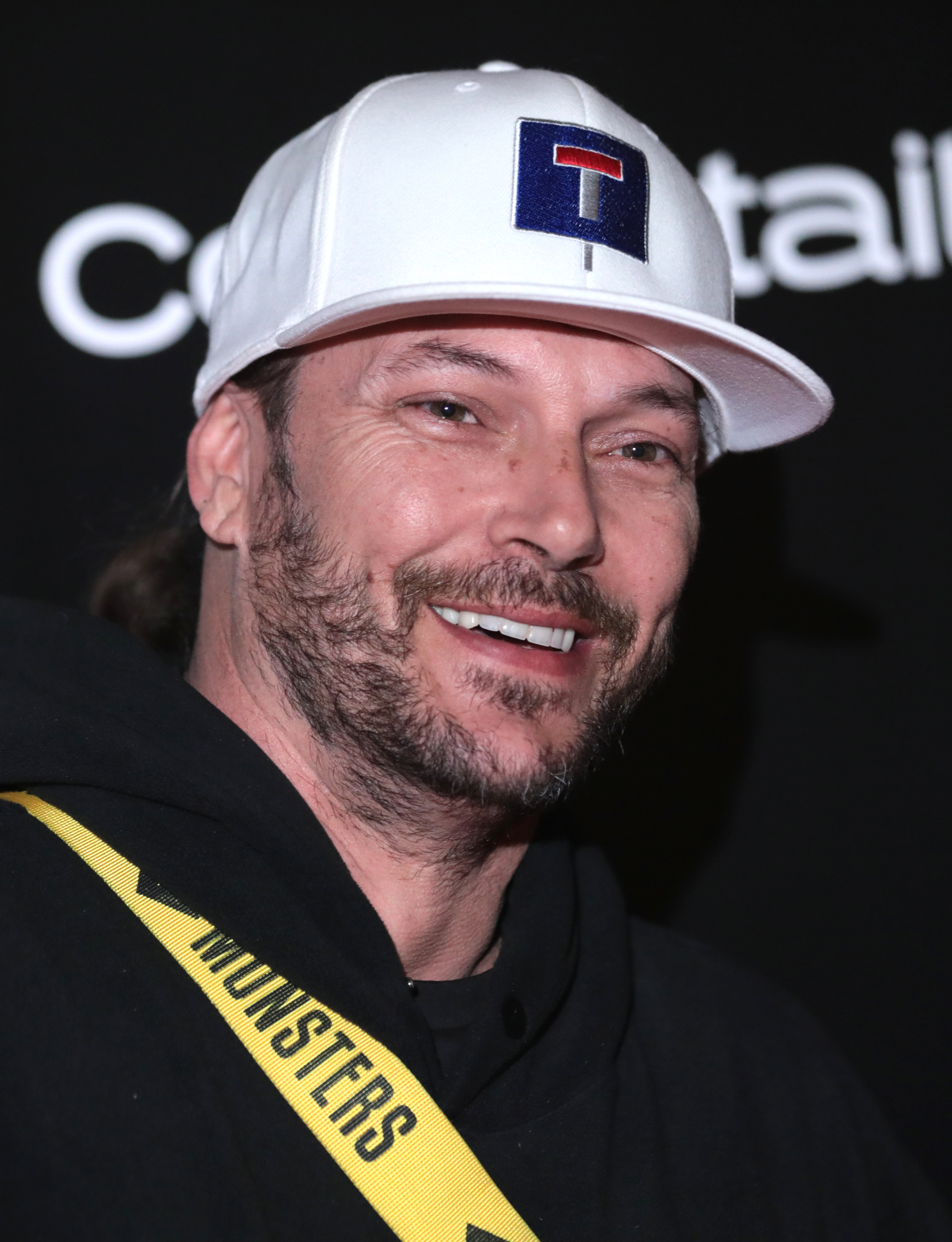
Kevin Federline, 2023.

Kevin Earl Federline, född 21 mars 1978 i Fresno i Kalifornien, är en amerikansk musiker och dansare, främst känd för att ha varit gift med Britney Spears (2004–2006).
Federline är son till Julia Lynn Federline och Michael Federline. Han har tre syskon. Kevins föräldrar skilde sig tidigt och han växte upp hos pappan i Kalifornien. Han tog tidigt danslektioner. Han dansade för både Britney Spears (innan de blev ett par) och NSYNC. Federline har även medverkat i dansfilmen "You Got Served". 
Federline var länge tillsammans med skådespelaren Shar Jackson och de fick två barn tillsammans. 
I april 2004 träffade Kevin Federline Britney Spears på en fest och bestämde sig för att följa med henne ut på världsturnén "The Onyx Hotel Tour", där deras kärlekshistoria inleddes. De förlovade sig samma år och gifte sig den 18 september 2004 i Kalifornien. Den 14 september 2005 fick Federline sitt tredje barn. Året därpå födde Britney parets andra gemensamma barn.
Federline första album "Playing with Fire" släpptes i oktober 2006.
Under 2008 medverkade han i serien One Tree Hill under ett par avsnitt som artisten Jason.
Federline hade en mindre roll som kanadensisk gränspolis i filmen American Pie: The Book of Love.
Sedan 2013 är han gift med före detta volleybollspelaren Victoria Prince, tillsammans har de två barn.

## Playing with Fire (album)
- "Intro" - 0:57
- "The World Is Mine" (W. Crawford/K. Federline/C. Olsen) - 2:43
- "America's Most Hated" (W. Crawford/K. Federline/J.R. Rotem) - 3:42
- "Snap" (C. Brooks IV/W. Crawford/K. Federline) - 2:14
- "Lose Control" (K. Federline/J.R. Rotem) - 3:36
- "Dance with a Pimp" (featuring Ya Boy) (W. Crawford/K. Federline/J.R. Rotem) - 3:50
- "Privilege" (featuring Bosko) (B. Kante/K. Federline) - 3:59
- "Crazy" (featuring Britney Spears) (K. Federline/M. Greene/B. Kante/G. Louriano) - 3:23
- "A League of My Own" (K. Federline/Versatyle) - 3:25
- "Playing with Fire" (K. Federline/Fingers/Twirp) - 4:48
- "Caught Up (Intro)" - 0:56
- "Caught Up" (W. Crawford/K. Federline/C. Olsen) - 3:47
- "Kept on Talkin'"/"Middle Finger" [Hidden Track] (W. Crawford/K. Federline/C. Olsen) - 10:36